# 荊冠旗

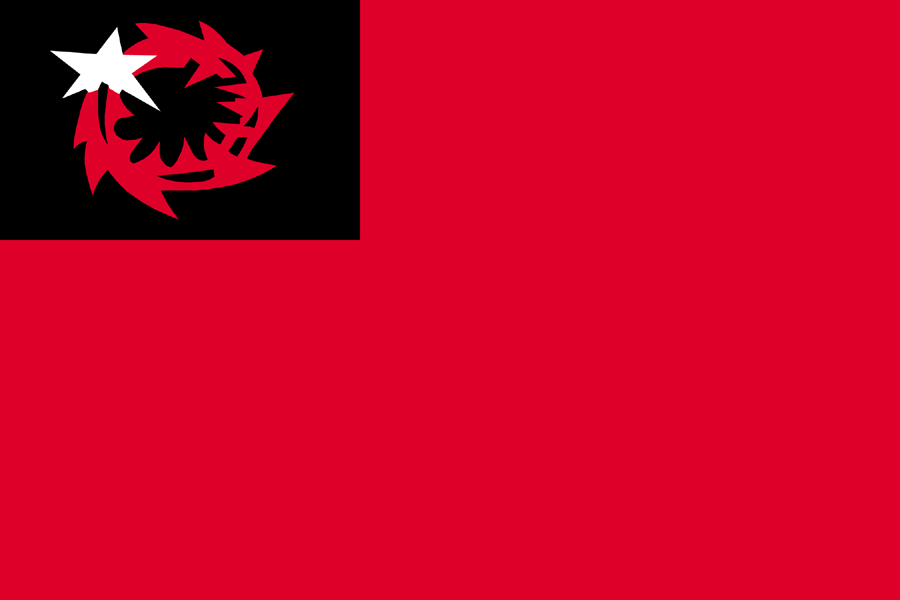
第二次世界大戰後至今的荊冠旗

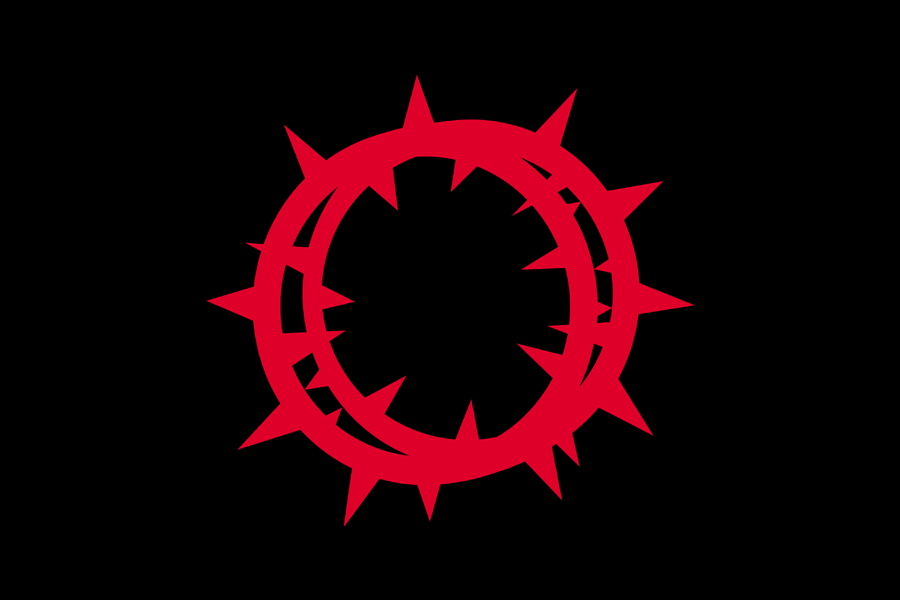
水平社時代的荊冠旗

荊冠旗（日语：／ Keikanki）是日本全國水平社及後繼團體部落解放同盟的團體旗幟。荊冠是歷史中的耶穌在十字架上所戴的荊棘冠（參見INRI），是受難與殉教的象徵。荊冠旗於1923年由全國水平社創立者西光萬吉設計。
水平社時代的荊冠旗是血色（殉教的象徵）荊冠居於黑底（象徵仍有歧視的黑闇社會）正中，而第二次世界大戰後的旗則由黑底變爲紅底，將水平社時代的圖案縮小並放在左上角，還插入了代表希望的白星。現今，題爲「荊冠旗」的欄目在機關報《解放新聞》連載。
由於此旗，有關受歧視部落的報道、對同胞融合的消極評論被稱作荊忌（荊タブー）。